# Philippe de Longvilliers de Poincy
Philippe de Longvilliers, seigneur de Poincy dit le « Commandeur de Poincy », né vers 1584, et mort le 11 avril 1660 à Saint-Christophe, est un frère hospitalier, officier de marine royale, administrateur colonial et richissime planteur esclavagiste français du XVIIe siècle. 
À la fois commandeur de l'ordre de Saint-Jean de Jérusalem (ordre de Malte) et chef d'escadre de Bretagne dans la Marine royale, il est nommé en 1639 à la tête de la Compagnie des îles d'Amérique, qui gère l'ensemble des possessions françaises dans les Antilles. En tant que gouverneur général des îles d'Amérique, siégeant à Saint-Christophe, colonie française alors la plus peuplée, il supervise la colonisation de la Martinique et de la Guadeloupe, et devient le plus important propriétaire d'esclaves et de plantations, toutes nations confondues, au milieu du siècle.

## Biographie

### Famille de la petite noblesse
Philippe de Longvilliers descend des Longvilliers (ou Lonvilliers) de Poincy, famille d'ancienne chevalerie. Le fief de Lonvilliers, celui de ses ancêtres, était au comté de Ponthieu (Picardie), et le fief de Poincy, celui de ses parents, dans la Brie champenoise (Seine-et-Marne).
Il est le deuxième enfant, et le premier fils de Jean IV de Longvilliers de Poincy (1529-avant 1595), capitaine de la compagnie de François de Choiseul, au service du frère du Roi, et de Sophie de Choiseul de Montereul (v. 1545-1608).
Plusieurs de ses frères[Lesquels ?] suivront son exemple en entrant dans la Marine royale, l'ordre de Saint-Jean de Jérusalem, ou en devenant administrateurs coloniaux, en particulier en Nouvelle-France.

### Entrée dans l'Ordre de Malte
À 20 ans, il est reçu chevalier de Malte, en 1604. Il prononce alors les quatre vœux des Hospitaliers : vœu de pauvreté, vœu d'obéissance, vœu de chasteté, et vœu d'hospitalité.
Selon les institutions de l'ordre de Saint-Jean de Jérusalem, il part ensuite pour cinq années de présence effective à Malte, pendant lesquelles il effectue ses quatre « caravanes », de six mois chacune, c'est-à-dire des expéditions militaires, essentiellement maritimes, contre les Infidèles.
Il est ensuite nommé commandeur en prenant en charge la Magdelaine Saint-Thomas. Puis, membre dépendant de la commanderie de Launay, près de Joigny (Yonne), le 3 janvier 1619, il obtient plus tard la commanderie d'Oisemont (Somme), le 21 mai 1625, puis celle de Coulours (Yonne). Ses trois commanderies lui apportent une rente annuelle de 20 000 à 30 000 livres tournois, qui lui serviront notamment à payer ses nombreuses dépenses aux Antilles.

### Carrière dans la Marine royale
En 1612, il passe dans la Marine royale avec le grade de capitaine des vaisseaux du Roi. Il parvient, pendant la guerre de Trente Ans, au rang de chef d'escadre de Bretagne en 1637. Cependant, il perd son poste à la suite d'un conflit avec Mgr de Sourdis, l'archevêque de Bordeaux. Pour le dédommager, le cardinal de Richelieu le nomme gouverneur général des Isles d'Amérique (colonies françaises aux Antilles).

### Gouverneur général des îles d'Amérique
En 1638, deux ans après le décès de Pierre Belain d'Esnambuc, il lui succède, à l'âge de 54 ans, comme lieutenant-général des îles d'Amériques (gouverneur général). Depuis Dieppe, il quitte la France à bord de La Petite Europe le 12 janvier 1639 pour la colonie de Saint-Christophe. Avec lui, il emmène une escorte de 24 gardes, de nombreux soldats et ouvriers, et plusieurs gentilshommes, parents et voisins de la Brie, les futurs "Seigneurs de Saint-Christophe", son neveu Robert de Lonvilliers et la famille de sa sœur, les des Vergers de Sannois (dont une descendante sera l'impératrice Joséphine).
Le 1er mai 1641, la Compagnie des îles d'Amérique le confirmera dans le grade de Gouverneur de Saint-Christophe et Lieutenant Général des Iles de l'Amérique pour trois ans, à commencer de janvier 1642.
Il s’établira ensuite aussi à Saint-Barthélemy, dans une partie de Saint-Martin et à Sainte-Croix (1639-1660).

### Planteur à Saint-Christophe
En 1639, dès son arrivée dans l'île de Saint-Christophe, il achète trois habitations (plantations). Une première pour 110 000 livres de pétun sur le site "La Grande Montagne", ancienne Habitation d'Esnambuc, bâtie sur un morne à une lieue et demie du bourg de Basse-Terre. Une seconde à Cayonne (aujourd'hui Cayon) pour 4 000 livres de tabac. Et une troisième à la ravie de Sable, également pour 4 000 livres de tabac.
Il s'empresse aussitôt de lotir l'habitation de La Grande Montagne et, entre 1639 et 1640, vend une vingtaine de parcelles, ce qui lui rapporte 130 000 livres de pétun, remboursant ainsi tous ses achats initiaux. Sur chaque lot vendu, il impose une rente seigneuriale allant de un à dix cochons et un à cinq chapons par an.

### Surproduction de tabac
Confronté à la surproduction de tabac et à l’effondrement des prix de vente, l'une de ses premières décisions, le 26 mai 1639, est de signer avec le capitaine Thomas Warner, gouverneur de la partie anglaise de l'île Saint-Christophe, un décret ordonnant la destruction de tous les plants de tabac, et interdisant d'en planter de nouveaux pendant 18 mois. À la demande de la Compagnie des îles d'Amérique, il va ainsi réorienter l'économie de plantation des colonies françaises, de la production de tabac, vers celle du sucre, beaucoup plus rémunératrice.
Pendant cette période de transition dans les cultures, Poincy profite pour ses revenus, du privilège du gouverneur de récupérer les deux-tiers des prises d'esclaves faites sur des navires étrangers, et perçoit un droit de capitation de 100 livres de pétun par an sur chaque habitant de la colonie qui comptait alors 4000 assujettis. Par ailleurs, quand l'interdiction des récoltes de tabac sur dix-huit mois entraîne une absence de rentrée de ces droits, il détourne les marchandises apportées par les marchands hollandais, les seuls à ravitailler Saint-Christophe et les Français, dans ses magasins personnels, et prélève 4 % en nature ou en valeur, taxant le reste. En 1642, après avoir maté une sédition, il perd l'affection d'une grande partie des colons antillais par ses taxes et prohibitions concernant le commerce avec les Hollandais.

### Réorientation vers la canne à sucre
Afin d'aider à réorienter les cultures dans les colonies françaises des Antilles, le sieur Raye, frère d'Adam Raye, de Rouen, propose ses services à Poincy en 1639. Il connaît la culture de la canne à sucre, ayant résidé longtemps avec les Hollandais à Pernambouc, au Brésil. Raye s'engage alors à acheminer d'Amsterdam, ou de Rouen, un moulin à canne avec tous les outils et équipements nécessaires. Quant aux cannes, apportées par les Espagnols, elles poussaient déjà à l'état sauvage sur l'île.
Au bout de quelques années, la nouvelle culture est bien installée. En 1646, l'habitation de la Grande Montagne dispose déjà de plus de 100 esclaves et 200 « domestiques » (engagés blancs). Vers 1650, la main d'œuvre a augmenté d'un tiers, mais a surtout une nouvelle répartition : 300 esclaves et 100 domestiques, qui approvisionnent 3 moulins à canne à sucre. La plantation continue aussi de produire un peu de tabac et de l'indigo.

### Liens avec les religions

#### Distance avec les protestants
Longvilliers de Poincy se voit reprocher de collaborer avec François Levasseur, présent à Saint-Christophe avec plusieurs dizaines d'autres huguenots originaires de Dieppe. Il doit s'en expliquer aux directeurs de la Compagnie. En réponse, il envoie en 1640 François Levasseur et ses coreligionnaires prendre possession de l'île de la Tortue. Sur place, ce dernier sera rejoint par des planteurs de tabac ayant quitté la Barbade anglaise dès 1639, au moment de la crise de surproduction touchant cette culture. C'est le début des boucaniers et de la colonisation de Saint-Domingue.
Pour prouver son intransigeance religieuse face aux critiques, Poincy chasse aussi de la Guadeloupe un autre huguenot, Tifiany, de Dieppe, qui s'était « montré insolent ».

#### Partisan des jésuites
Installé à Saint-Christophe, il y deviendra le champion de la cause des Jésuites installés à la Martinique, plutôt que les Capucins, désignés pour s'occuper de son île et qui lui demandent des assurances sur l'hérédité de l'esclavage.

### Le château de La Montagne

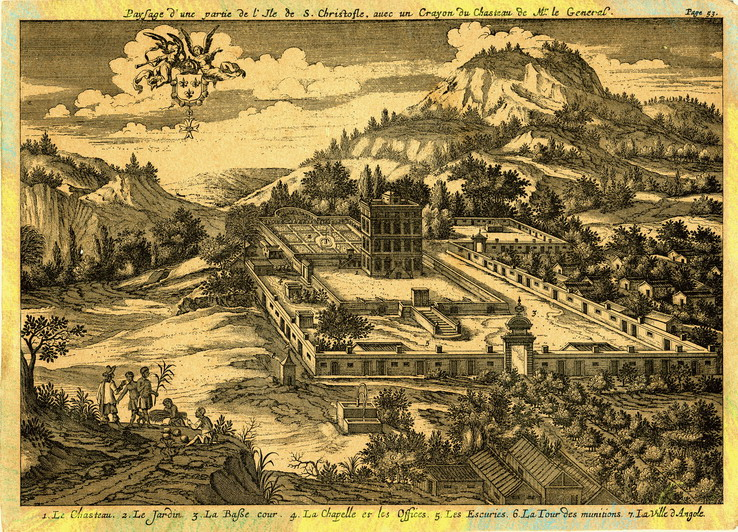
Château de la Montagne sur l'habitation éponyme. Gravure du XVIIe siècle.

Bien qu'en tant que frère hospitalier il ait fait le vœu de pauvreté, sa fortune lui permet de vivre dans le luxe, comme un grand seigneur de l'époque. Grâce aux 18 esclaves que lui a laissé son prédécesseur La Grange-Fromenteau, et à quelques artisans qualifiés amenés avec lui de métropole, il se fait construire sur son habitation principale, entre 1639 et 1640, une luxueuse demeure surnommée le « Château de la Montagne ». Ce petit château de style Renaissance est bâti en briques et pierres sur trois étages, et se termine par une terrasse à l'italienne. L'édifice, qui se veut à l'image des auberges hospitalières, s'élève au milieu de plusieurs terrasses. Celle au pied du château est relevée et fortifiée de murailles de briques qui dominent des cours plus basses ceintes d'un rempart et de fossés de tous côtés. Il y a deux jardins à parterre de broderies avec des grottes, des bassins et des réservoirs d'eaux alimentant une fontaine dont la source est une demi lieue plus haut dans la montagne située à l'Ouest. Le corps de logis comporte huit chambres et salles, toutes meublées et décorées de plusieurs tableaux (sujets religieux, cartes marines , vue d'Amsterdam, portraits), une chapelle et des dépendances diverses dont un arsenal, une prison, des sucreries, des vinaigreries, des raffineries, deux moulins, une basse-cour, un pigeonnier et les boutiques du chirurgien, du maréchal ferrant, du menuisier, de l'armurier et du chaudronnier.
Autour de l'habitation s'étendent les champs de canne à sucre, d'indigo, de pétun et de gingembre, que cultivent les esclaves africains. Ces derniers vivent au pied de l'enceinte du château, dans un village de cases surnommé « la ville d'Angole ».
La maison de M. de Poincy compte trois cents personnes, esclaves compris, et est défendue par trois corps de garde, l'un dans le logis, le second à la porte de la prison et le dernier à la porte de la cour. À la table du général de Poincy est servi de la tortue, du lamantin ou du cochon froid que l'on mange à l'orange, quelquefois du bœuf, rarement du mouton. Les jours maigres, il est servi du poisson à l'orange sans huile ni beurre. Seul le lieutenant-général de Poincy mange du pain de France, les autres convives mangent des cassaves.

### Colon esclavagiste
Au début des années 1650, Philippe de Longvilliers de Poincy est selon les historiens « le premier capitaliste sucrier des Antilles », avec près de 600 esclaves à son service et une fortune évaluée en 1654 à plus d'un million de livres. Il précède et dépasse ses deux rivaux de l'époque, l'Anglais James Drax, qui posséde 200 esclaves à la Barbade en 1654, et le français Jacques Dyel du Parquet, gouverneur de la Martinique, qui avait à la même époque 150 esclaves.

### Refus de céder son poste de gouverneur en 1645
Par une décision du 20 février 1645 de la Compagnie des îles d'Amérique, Poincy doit être remplacé à son poste de gouverneur par Noël Patrocle de Thoisy. Toutefois, 8 mois après, il s'oppose au débarquement de son successeur parvenu à Saint-Christophe le 25 novembre, après avoir séjourné à la Martinique et la Guadeloupe, île où se replie Noël Patrocle de Thoisy, ce qui suscite l'appréhension du gouverneur Charles Houël, qui trame une révolte locale contre l'arrivage.
De son côté Poincy continue à refuser de reconnaître Noël Patrocle de Thoisy, que lui a pourtant donné comme successeur la Reine, régente depuis la mort de Louis XIII en 1643, et il en résulte de graves troubles politiques dans les Antilles.
Pour l'obliger à s'effacer devant Thoisy, une expédition commune contre Saint-Christophe est organisée depuis la Guadeloupe. Les opérations sont menées par Du Parquet à partir du 18 janvier 1646. Gouverneur de la Martinique depuis dix ans, Du Parquet enlève les deux neveux de Poincy, envoyés à la Martinique, puis est défait : réfugié auprès du Commandant de la partie anglaise de l'île, il est trahi par ce dernier qui le livre à Poincy.
Poincy aurait ensuite fomenté des soulèvements contre la Compagnie à la Martinique, par un certain Boutain, puis un certain Beaufort[réf. nécessaire]. 
Marie Bonnard, épouse de Du Parquet, réussit avec l'aide de Le Fort à amener le commandant en second de la Martinique, La Pierrière, à mettre fin à la sédition en assassinant Beaufort[réf. nécessaire], et en proposant l'échange de Du Parquet contre les neveux du commandeur de Poincy, toujours détenus à la Martinique[réf. nécessaire].
Finalement, Du Parquet est échangé contre Patrocle de Thoisy lui-même, à la suite d'un complot auquel participent plusieurs lieutenants de Poincy, dont La Vernade, Le Fort et La Pierrière[réf. nécessaire]. En vertu de cet échange, Poincy expédie son prisonnier en France où il arrive le 17 mai 1647. Du Parquet avait de son côté quitté Saint-Christophe le 6 février 1647, après une année entière de captivité.
En 1646, il fait nommer son neveu Robert de Longvilliers de Poincy gouverneur général des îles.

### L'achat de la colonie par l'ordre de Saint-Jean de Jérusalem
Poincy, commandeur de l'ordre de Saint-Jean de Jérusalem, jouit de l'appui des puissants chevaliers de l'Ordre auprès de la Cour. Il doit néanmoins payer 90 000 livres pour dédommager Patrocle de Thoisy, somme qu'il refuse de payer et qui est prise en charge par l'Ordre de Malte. 
En 1651, fortement endettée, la Compagnie des îles d'Amérique est dissoute, et Poincy réussit à convaincre Jean-Paul de Lascaris-Castellar, grand maître de l'ordre de Saint-Jean de Jérusalem, d'acheter les colonies de Saint-Christophe, Saint-Barthélemy, Saint-Martin et Sainte-Croix pour 120 000 écus. Cette acquisition permet à Poincy de rester sur l'île de Saint-Christophe et d'y être confirmé comme gouverneur avec le titre de bailli. 
L'année suivante, en 1652, l'Ordre envoie Charles Jacques Huault de Montmagny pour le remplacer. Cependant, selon Jean-Baptiste Du Tertre, étant donné le sort réservé au précédent remplaçant par Poincy, Montmagny décide de se faire discret et de s'établir à Cayonne (maintenant Cayon), un hameau de Saint-Christophe, en attendant la mort de celui qu'il devait remplacer. Montmagny décéda finalement le premier. 
En mars 1653, Louis XIV ratifie la vente en accordant la concession des îles Saint-Christophe et Sainte-Croix à l'ordre de St-Jean de Jérusalem, car il « s'est montré si utile à l'église pour ses services et sa continuelle résistance aux entreprises des Mahométans ennemis de la foi, dont les victoires fréquentes qu'il a remportées sur eux en temps de combat sont des marques certaines, esquels grand nombre de chevaliers ont épanché leur sang et prodigué leur vie pour le salut commun, et les hôpitaux ont été si dignement et charitablement administrés par iceluy depuis son institution, qu'ils serait utile qu'il eut son siège non seulement en l'île de Malte mais aussi en d'autres et plusieurs endroits, afin que ce fussent autant de station, forteresse et remparts pour la chrétienté et d'asile aux fidèles ». En outre, « le sieur bailly de Poincy, grand croix dudit ordre, ayant employé pour cet effet le revenu de plusieurs années de deux des plus belles commanderies dudit ordre desquelles il jouissait en France, lesquels domaines par droit de pécul appartiennent à son ordre ».

### Décès
Âgé de 76 ans, Philippe de Longvillers de Poincy décède le 11 avril 1660, à l'anse Louvet, dans la colonie de Saint-Christophe. Il est sans descendance, ayant fait vœu de chasteté. Également, selon la règle, 80% de ses biens reviennent à l'ordre de Malte. Leur inventaire permet d'évaluer la fortune de l'ancien gouverneur. En plus de son château et du mobilier, il laisse plusieurs plantations avec encore 377 esclaves.
Pour lui succéder comme gouverneur de Saint-Christophe, l'ordre de Saint-Jean de Jérusalem nomme le frère Charles de Sales.